# Leucas macrantha
Leucas macrantha là một loài thực vật có hoa trong họ Hoa môi. Loài này được Blatt. & Hallb. mô tả khoa học đầu tiên năm 1921.